# 索基列齊 (卡扎京區)
49°41′0″N 28°52′32″E / 49.68333°N 28.87556°E
索基列齊（烏克蘭語：Сокілець），是烏克蘭的村落，位於該國西南部文尼察州，由赫米利尼克區負責管轄，始建於1722年，面積18.38平方公里，海拔高度272米，2001年人口539，人口密度每平方公里29.33人。